# Tanjung Mas (Semendawai Barat)
Tanjung Mas is een bestuurslaag in het regentschap Ogan Komering Ulu van de provincie Zuid-Sumatra, Indonesië. Tanjung Mas telt 949 inwoners (volkstelling 2010).